# Општина Ранилуг
Општина Ранилуг је општина на Косову и Метохији, Република Србија. Формирана је по Закону о административним границама општина Скупштине Републике Косова, од 20. фебруара 2008. године. Обухвата насељена места и катастарске општине: Ранилуг, Божевце, Велико Ропотово, Глоговце, Горње Кормињане, Доморовце, Доње Кормињане, Дреновце, Мало Ропотово, Одевце, Панчело, Рајановце и Томанце. Избори за локални парламент су одржани 15. новембра 2009. године. Ова је општина формирана по плану Мартија Ахтисарија за децентрализацију на Косову и Метохији и требало је да створи општину са српском етничком већином на подручју општине Косовска Каменица. Влада Републике Србије не признаје ову општину по важећем Закону о територијалној организацији Републике Србије од 27. децембра 2007. године. Површина општине је 77,62 km².
Према званичним резултатима пописа из 2024. године, општина Ранилуг има 2.481 становника (2.349 Срба и 129 Албанаца).
| Површина насеља и број становника насеља општине Ранилуг. |               |       |      |       |       |       |       |
| насеље                                                    | површина у ha | 1948. | 1953 | 1961. | 1971. | 1981. | 1991. |
| Божевце                                                   | 828           | 638   | 691  | 774   | 793   | 643   | 436   |
| Велико Ропотово                                           | 753           | 560   | 620  | 722   | 796   | 770   | 829   |
| Глоговце                                                  | 531           | 319   | 357  | 380   | 420   | 406   | 521   |
| Горње Кормињане                                           | 667           | 509   | 529  | 568   | 572   | 545   | 545   |
| Доморовце                                                 | 1020          | 703   | 736  | 766   | 743   | 591   | 577   |
| Доње Кормињане                                            | 828           | 684   | 745  | 784   | 741   | 659   | 641   |
| Дреновце                                                  | 420           | 397   | 414  | 443   | 409   | 393   | 361   |
| Мало Ропотово                                             | 345           | 214   | 221  | 254   | 254   | 218   | 233   |
| Одевце                                                    | 362           | 237   | 215  | 265   | 258   | 189   | 122   |
| Панчело                                                   | 257           | 237   | 249  | 302   | 375   | 410   | 380   |
| Рајановце                                                 | 431           | 366   | 383  | 455   | 469   | 428   | 325   |
| Ранилуг                                                   | 1050          | 975   | 1062 | 1145  | 973   | 977   | 894   |
| Томанце                                                   | 270           | 205   | 229  | 264   | 285   | 217   | 193   |
| укупно Општина Ранилуг                                    | 7762          | 6044  | 6451 | 7122  | 7088  | 6446  | 6057  |